# Sophie Petersen
Catharina Sophie Cecilie Petersen, född 30 maj 1837 i Köpenhamn, död 15 februari 1874, var en dansk kvinnosakskämpe.
Sophie Petersen var dotter till bokhållaren Ludvig Wilhelm Petersen (1788–1876) och Dorthea Sophie Bruhn (1797–1869). Hon blev tidigt inspirerad av Søren Kierkegaards filosofi och sökte 1861 upp filosofen Rasmus Nielsen. Hon gick på hans föreläsningar på universitetet, samt lärde sig grekiska och fornnordiska.
Petersen är framför allt känd för att vara upphovskvinnan bakom Kvindelig Læseforening, en förening med målet att främja kvinnors bildning och intellekt. Hon fick inspiration till idén efter att ha läst en artikel i Fædrelandet om att den svenska Läsesalong för Damer hade öppnat i Stockholm 1867. Hon bad freds- och kvinnosaksaktivisten Fredrik Bajer om hjälp för att upprätta en dansk motsvarighet i Köpenhamn. Hon fann sedan stöd bland andra danska feminister som Elise Ploug, Charlotte Klein, Marie Rovsing, Jenny Adler och Nathalie Zahle. Genom en namninsamling, som räknade 55 kvinnor och 9 män, och en pengainsamling kunde Kvindelig Læseforening bildas 1872. Petersen var föreningens första sekreterare, men lämnade uppdraget efter ett år på grund av dels samarbetssvårigheter inom styrelsen och dels för att hennes hälsa blivit allt svagare.